# 유럽 여행 정보 및 허가 시스템
유럽 여행 정보 및 허가 시스템(영어: European Travel Information and Authorisation System, ETIAS)은 솅겐 지역 (유럽 자유 무역 연합 포함), 키프로스를 여행하는 비자 면제 방문객을 위한 유럽 연합의 계획된 전자여행허가 시스템이다. 2025년 시행될 예정이다.
유럽 위원회에 따르면 ETIAS는 "비자 면제 방문자가 초래하는 보안, 불법 이주, 높은 전염병 위험을 식별하기 위해" 시행될 예정이다. 이 시스템은 비자가 아니며 입국을 보장하지도 않는다.